# Mistrzostwa Polski w hokeju na lodzie (1933/1934)
Mistrzostwa Polski w hokeju na lodzie 1933/1934 – 7. edycja mistrzostw, rozegrana została w 1934 roku.

## Formuła
W turnieju finałowym rozegranym we Lwowie udział brały cztery zespoły.

## Ćwierćfinały
Lechia Lwów - Cracovia 2-1 a.p. (1-1,0-0,0-0,0-0,1-0)  Sokolowski 2 / Wolkowski
Cracovia - Lechia Lwów 2-1 (2-0,0-1,0-0)  Nowak (Kowalski), Kowalski (Wolkowski) / Sokolowski
AZS Poznań - Pogoń Lwów 1-0 (0-0,0-0,1-0)  Warminski
Pogoń Lwów - AZS Poznań 1-2 (0-0,0-1,1-1)  Sabinski / Warminski, Krzyzogorski 
Czarni Lwów - KTH Krynica 5-2 (1-1,1-1,3-0)  Stupnicki, Jalowy (Stupnicki), Kasprzak 2, Stupnicki / Kulig (Piechota), Piechota 
KTH Krynica - Czarni Lwów 1-3 (0-1,1-2,0-0)  Nowak (Piechota) / Jalowy II (Kasprzak), Stupnicki, Kasprzak
Legia Warszawa - Ognisko Wilno 2-1 (1-0,0-0,1-1)
Ognisko Wilno - Legia  Warszawa 0-1 (0-0,0-0,0-1)  Materski

## Turniej finałowy
2-4 lutego 1934, Lwów
Legia Warszawa - Lechia Lwów 0-0 (0-0,0-0,0-0)
AZS Poznan - Czarni Lwów 2-1 (1-0,0-1,1-0)  Zielinski, Warminski / Kasprzak 
Legia Warszawa - Czarni Lwów 0-1 (0-0,0-0,0-1)  Kasprzak 
AZS Poznan - Lechia Lwów 2-1 (1-0,0-0,1-1)  Warminski 2 / Pierczak (Kurczak) 
AZS Poznan - Legia Warszawa 1-0 (0-0,0-0,1-0)  Krzyzagórski II (Zielinski) 
Czarni Lwów - Lechia Lwów 1-0 (1-0,0-0,0-0)  Jalowy I

### Tabela końcowa
| Lp. | Zespół         | M | Pkt | W | R | P | G + | G - | +/- |
| --- | -------------- | - | --- | - | - | - | --- | --- | --- |
| 1   | AZS Poznań     | 3 | 6   | 3 | 0 | 0 | 5   | 2   | +3  |
| 2   | Czarni Lwów    | 3 | 4   | 2 | 0 | 1 | 3   | 2   | +1  |
| 3   | Lechia Lwów    | 3 | 1   | 0 | 1 | 2 | 1   | 3   | -2  |
| 4   | Legia Warszawa | 3 | 1   | 0 | 1 | 2 | 0   | 2   | -2  |

      = Mistrz Polski

### Skład zwycięzców
Stogowski / Stanek - B. Ludwiczak / Zielinski - Warminski - Krzyzagórski II ; W. Ludwiczak

## Klasyfikacja medalowa po mistrzostwach
|    | Klub                                |   |   |   |
| -- | ----------------------------------- | - | - | - |
| 1. | AZS Warszawa                        | 5 | 0 | 0 |
| 2. | Legia Warszawa                      | 1 | 2 | 2 |
| 3. | Pogoń Lwów                          | 1 | 2 | 1 |
| 4. | AZS Poznań                          | 1 | 0 | 2 |
| 5. | Warszawskie Towarzystwo Łyżwiarskie | 0 | 1 | 0 |
| 5. | Czarni Lwów                         | 0 | 1 | 0 |
| 7. | TKS Toruń                           | 0 | 0 | 1 |
| 7. | Lechia Lwów                         | 0 | 0 | 1 |